# Ingrid Sternhoff
Ingrid Sternhoff (25 de fevereiro de 1977) é uma futebolista norueguesa, medalhista olímpica

## Carreira
Ingrid Sternhoff foi medalhista olímpica de bronze pela seleção de seu país em 1996.